# Carlos Medlock
Carlos Lorenzo Medlock (* 22. April 1987 in Detroit, Michigan) ist ein US-amerikanischer Basketballspieler.

## Spielerlaufbahn
Medlock wuchs in Detroit im US-Bundesstaat Michigan auf und spielte an der Murray-Wright High School. Seine guten Leistungen brachten ihm ein Stipendium für die East Michigan University ein. Dort wurde ihm ab seiner Freshman-Saison 2005/06 die Rolle als Stammspielmacher übertragen. Ende Januar 2007 erlitt Medlock einen Fußbruch und fiel für den Rest seiner Sophomore-Saison 2006/07 aus. Auf Grund eines abermaligen Fußbruches setzte er während der gesamten Spielzeit 2008/09 aus. Zwischen 2005 und 2010 erzielte Medlock in 110 Einsätzen insgesamt 1574 Zähler und rangierte in der ewigen Korbjägerliste der Eastern Michigan University auf dem sechsten Platz, als er 2010 ins Profilager wechselte.
Bei der Draft der NBA Development League im Jahr 2010 entschied sich der Utah Flash, sich Medlocks Dienste zu sichern. Der Aufbauspieler kam für Utah in der Saison 2010/11 in zwei Spielen zum Einsatz und wechselte im Frühjahr 2011 zum britischen Erstligisten Guildford Heat.
In der Saison 2012/13 verbuchte Medlock im Trikot von Skallagrimur Borganes den zweithöchsten Punkteschnitt (26,8 pro Partie) in der ersten Liga Islands. Zur Saison 2013/14 wechselte er nach Deutschland. Dort entwickelte er sich in der 2. Bundesliga ProA zum Aufstiegsfachmann. 2014 stieg er mit den Crailsheim Merlins in die Basketball-Bundesliga auf, 2015 gelang ihm dies mit den S.Oliver Baskets Würzburg und 2016 mit dem SC Rasta Vechta. Allerdings setzte keine der drei Mannschaften nach dem erreichten BBL-Aufstieg auf Medlocks Dienste. Ende Juli 2016 wurde er von den Basketball Löwen Braunschweig verpflichtet und schaffte damit den Sprung in die Bundesliga. Mit einem Schnitt von 13,8 Punkten pro Partie war er in der Saison 2016/17 zweitbester Braunschweiger Werfer und führte die Mannschaft bei den Korbvorlagen (4,2 Assists je Spiel) an.
Im Sommer 2017 wurde Medlock vom griechischen Erstligisten AGO Rethymnou verpflichtet, im November 2017 wechselte er in die erste polnische Liga zu King Wilki Morskie Szczecin. Im Sommer 2018 schloss er sich dem türkischen Zweitligisten Karesispor an, blieb ein Jahr und spielte danach wieder in Polen. 2020 ging er in die Türkei zurück.
Ende Juni 2021 gab Bundesliga-Absteiger SC Rasta Vechta Medlocks Verpflichtung bekannt, für die Niedersachsen spielte er bereits 2015/16. Im Auftaktspiel der Saison 2021/22 brach er sich einen Finger und musste mehrere Wochen aussetzen, im November 2021 wurde sein Vertrag in Vechta aufgelöst, Medlock ging in sein Heimatland zurück.